# Aleurotrachelus rosarius
Aleurotrachelus rosarius là một loài côn trùng cánh nửa trong họ Aleyrodidae, phân họ Aleyrodinae.
Aleurotrachelus rosarius được Bondar miêu tả khoa học đầu tiên năm 1923.